# Pico Ruivo

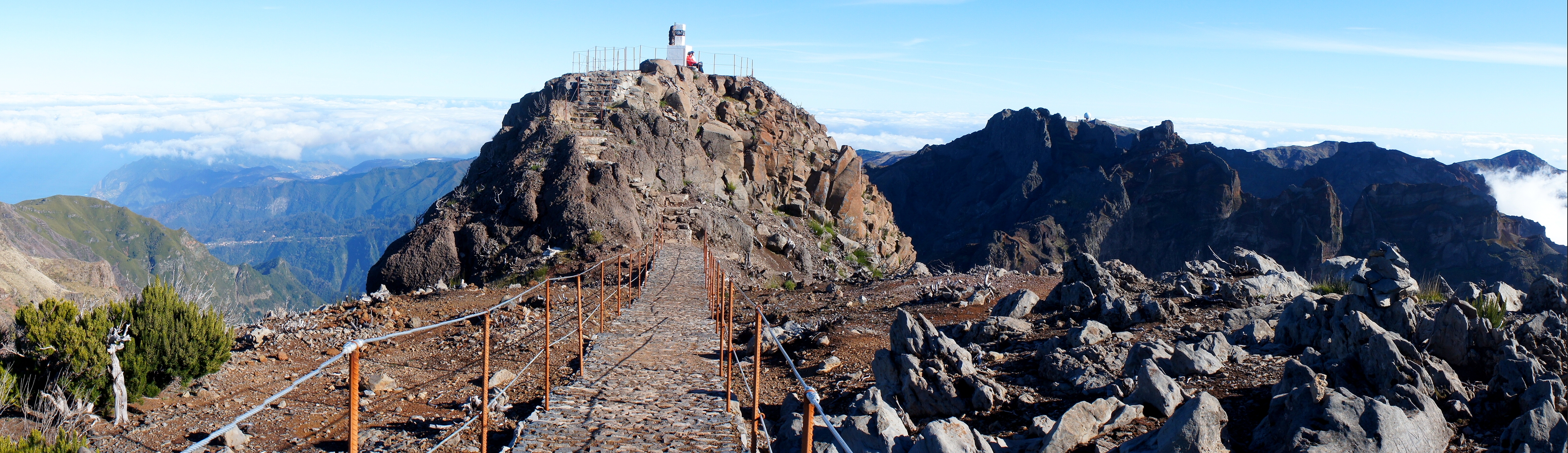
La vetta della montagna

Il Pico Ruivo (letteralmente "Cima rossa") è, con i suoi 1861/1862 metri di altezza, la montagna più elevata  dell'isola portoghese di Madera.

## Geografia

### Collocazione
Il Pico Ruivo si trova nella parte centro-orientale dell'isola di Madera e, dal punto di vista amministrativo, fa parte del territorio del comune di Santana.
Si trova a sud del Pico Canário, a nord del Pico das Torres e ad est Monte Casado.

## Sentieri
Il Pico Ruivo è percorribile in automobile fino ad un'altitudine di 1818 metri.
La vetta della montagna è invece raggiungibile soltanto a piedi, con una camminata di circa 45 minuti che parte da Achada do Teixeira .

## Galleria d'immagini

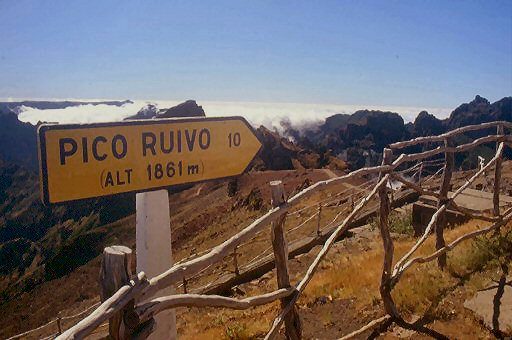
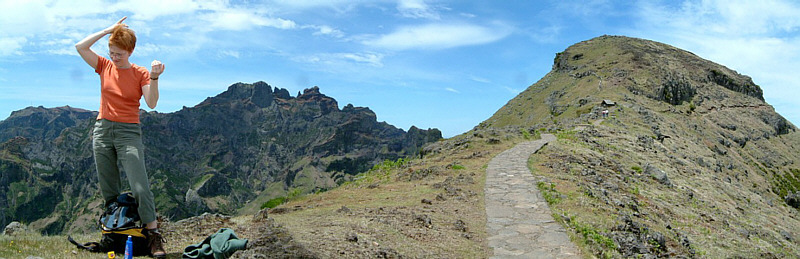
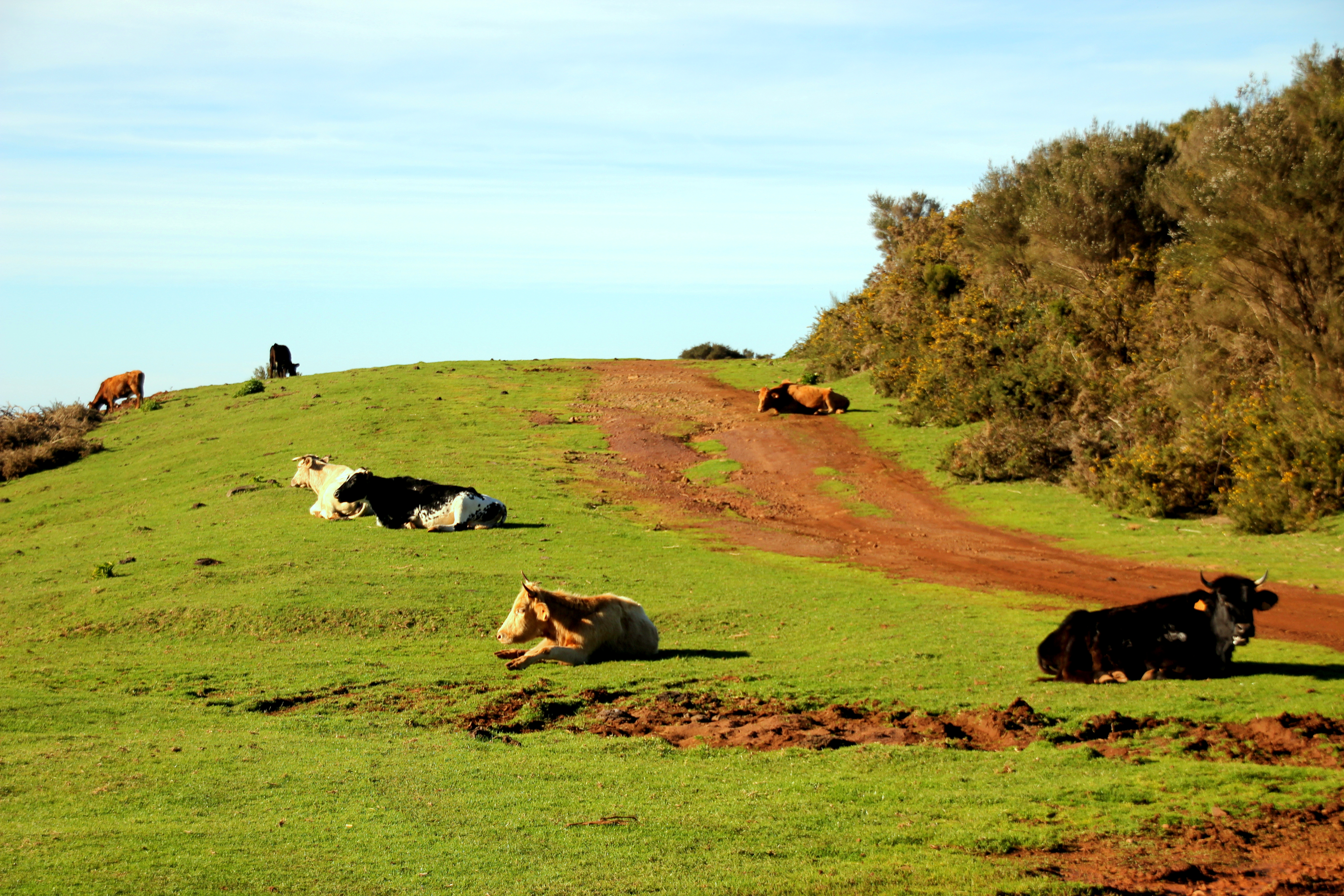
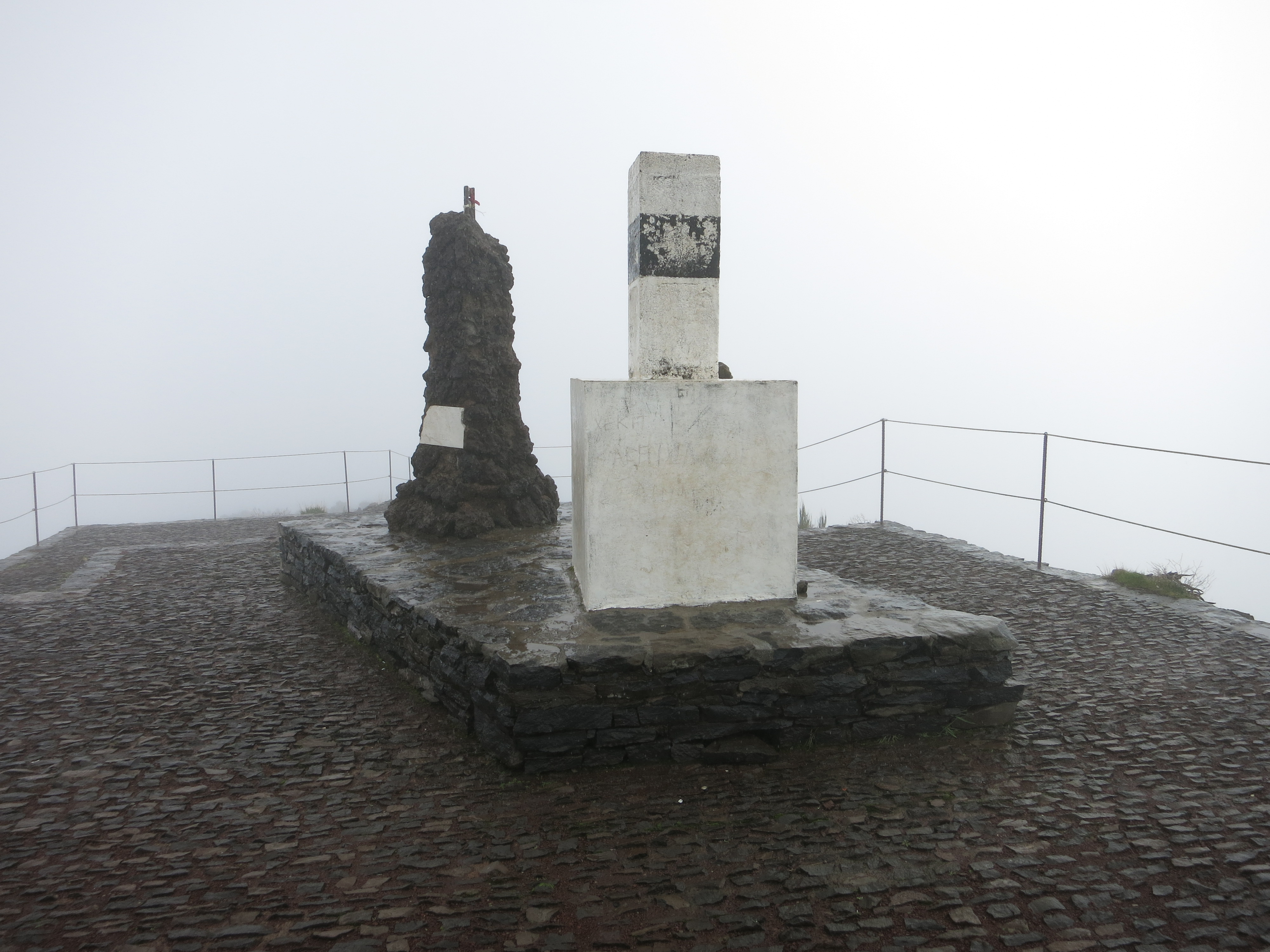
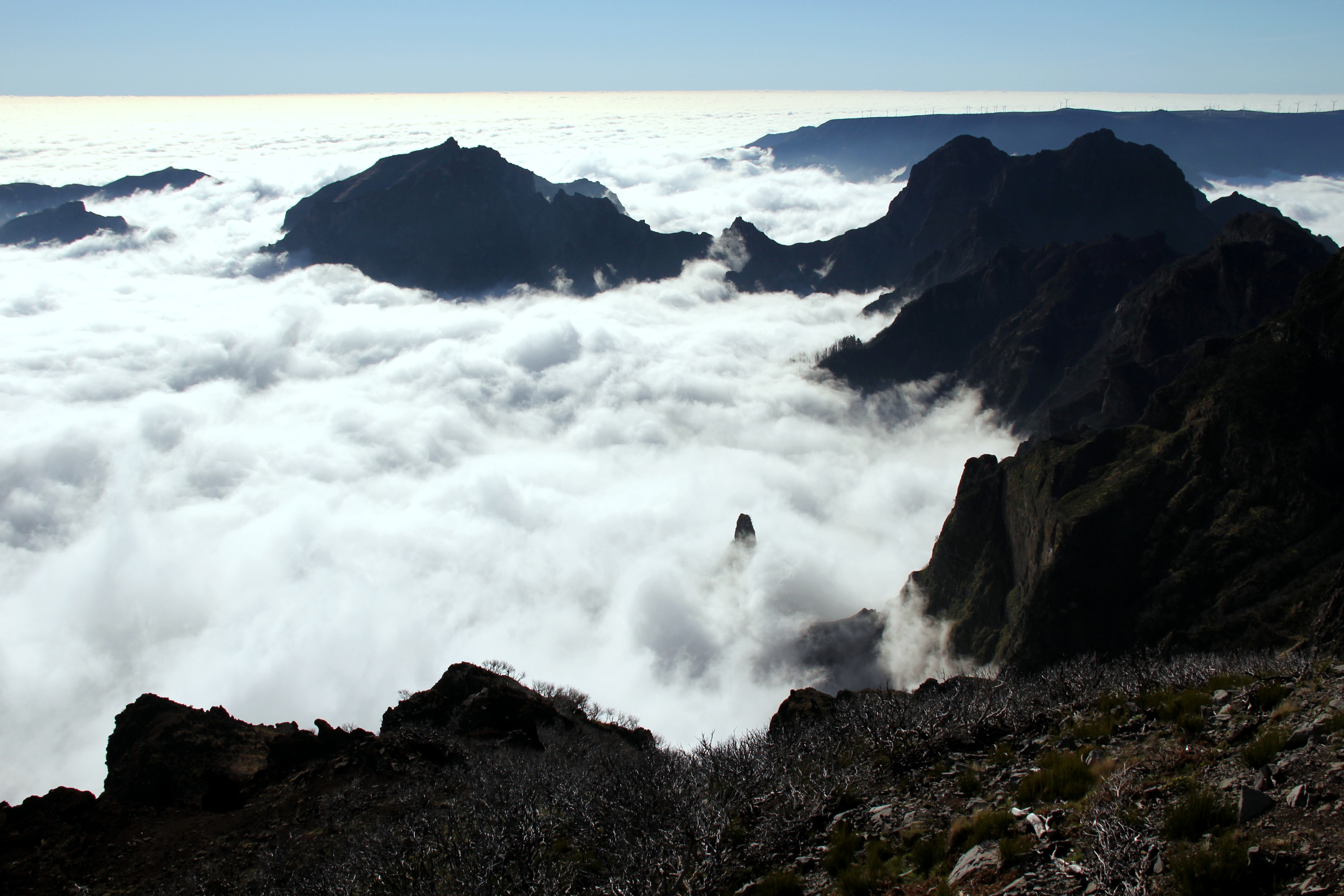